# Résurrection (Gerhard Remisch)
Pour les articles homonymes, voir Résurrection (homonymie).
La Résurrection est un vitrail de l'artiste allemand Gerhard Remisch, datant du XVIe siècle et aujourd'hui exposé au Victoria and Albert Museum.

## Description

### Historique
Créé entre 1540 et 1542 par Gerhard Remisch pour l'abbaye de Steinfeld, le vitrail est définitivement retiré du cloître en 1785, à cause de troubles dans la région. Lorsque l'abbaye est dissoute en 1802, il est vendu par un négociant local aux  barons Brownlow qui l'exposent en leur demeure d'Ashridge Park. Il est alors restauré jusqu'en 1811. C'est en 1928 qu'Ernest E. Cook l'acquiert pour le  Victoria and Albert Museum à Londres.

### Composition
Jésus-Christ ressuscité se tient debout au-dessus de son tombeau, auréolé de nuages, bénissant de sa main droite et tenant une croix dans sa main gauche. À ses pieds, tout autour de lui, les gardes censés surveiller la sépulture se sont endormis. La partie haute du vitrail est emplie d'anges agglutinés.
Afin de créer cette œuvre, Gerhard Remisch s'est probablement inspiré des gravures d'Albrecht Dürer réunies dans la Grande Passion.
Lorsqu'il se trouvait dans l'abbaye de Steinfeld, le vitrail de la Résurrection était encadré par deux autres vitraux, celui à droite représentant Jonas recraché par la baleine (scène biblique), et à gauche le Christ lors de l'Apocalypse.

### Référence
- (de) Cet article est partiellement ou en totalité issu de l’article de Wikipédia en allemand intitulé « Auferstehung (Victoria and Albert Museum) » (voir la liste des auteurs).